# LLaMA
LLaMA（英語：Large Language Model Meta AI）是Meta於2023年2月發布的大型语言模型。它訓練了各種模型，這些模型的參數從70億到650億不等。LLaMA的開發人員報告說，LLaMA運行的130億參數模型在大多數NLP基準測試中的性能超過了更大的、具有1750億參數的GPT-3提供的模型，且LLaMA的模型可以與PaLM和Chinchilla等最先進的模型競爭。雖然其他強大的大語言模型通常只能通過有限的API訪問，但Meta在非商業許可的情況下發布了LLaMA的模型權重，供研究人員參考和使用。2023年7月，Meta推出LLaMA 2，这是一种可用于商业应用的开源AI模型。

## LLaMA 2
2023年7月，Facebook母公司Meta推出了LLaMA2，LLaMA2是一种开源大型语言模型（LLM），旨在挑战大型科技竞争对手的限制性做法。Meta免费发布LLaMA2背后的代码和数据，使世界各地的研究人员能够利用和改进该技术。 Meta的首席执行官马克·扎克伯格一直直言不讳地强调开源软件对于刺激创新的重要性。
Meta训练并发布了三种模型大小的LLaMA2：70、130和700亿个参数。模型架构与LLaMA1模型基本保持不变，但用于训练基础模型的数据增加了 40%。随附的预印本还提到了一个具有34B参数的模型，该模型可能在未来满足安全目标后发布。
LLaMA2包括基础模型和针对对话进行微调的模型，称为 Llama 2 - 聊天。与LLaMA1进一步不同的是，所有模型都附带权重，并且对于许多商业用例都是免费的。然而，由于一些剩余的限制，Llama开源的描述受到了开源倡议组织（以维护开源定义而闻名）的争议。

## Code Llama
2023年8月，Meta继发布用于生成文本、翻译语言和创建音频的人工智能模型之后，开源了 Code Llama。这是一个机器学习系统，可以用自然语言（特别是英语）生成和解释代码。 可以免费商用和研究。
Code Llama是从Llama-2基础模型微调而来，共有三个版本：基础版、Python版、以及指令遵循。 类似于 GitHub Copilot 和 Amazon CodeWhisperer，以及 StarCoder、StableCode 和 PolyCoder 等开源人工智能代码生成器，Code Llama 可以跨多种编程语言完成代码并调试现有代码，包括 Python、C、Java、PHP、 Typescript、C# 和 Bash。
在训练 Code Llama 时，Meta 使用了与训练 Llama 2 相同的数据集——来自网络的公开可用资源的混合。但可以说，它的模型“强调”了包含代码的训练数据的子集。从本质上讲，Code Llama 比它的“父”模型 Llama 2 有更多的时间来学习代码和自然语言之间的关系。每个 Code Llama 模型的大小从 70 亿个参数到 340 亿个参数不等，均使用 5000 亿个代码标记以及与代码相关的数据进行训练。多个 Code Llama 模型可以将代码插入到现有代码中，并且所有模型都可以接受大约 100,000 个代码标记作为输入，而至少一个（70 亿个参数模型）可以在单个 GPU 上运行。（其他模型则需要更强大的硬件。）Meta 声称，340 亿个参数的模型是迄今为止所有开源代码生成器中性能最好的，也是参数数量最多的。

## Llama 3
2024年4月18日，Meta发布了Llama-3，有两种模型大小尺寸：8B和70B参数。这些模型已经根据从“公开可用来源”收集的大约 15 万亿个文本标记进行了预训练，并且指导模型根据“公开可用的指令数据集以及超过 1000 万个人工注释的示例”进行了微调。 计划发布多模式模型、能够以多种语言进行对话的模型以及具有更大上下文窗口的模型。
于2024年7月23日增量更新至Llama-3.1。具有8B、70B、405B参数三种模型大小尺寸。
Meta AI 的测试表明，Llama 3 70B 在大多数基准测试中都击败了Gemini和Claude。

## Llama 4
Llama-4系列于2025年4月5日发布。其架构已更改为混合专家模型。它们具备多模态（文本和图像输入，文本输出）和多语言（12种语言）特性， 包括基础版本和指令调整版本：
- Scout：170 亿个活跃参数模型，包含 16 位专家，上下文窗口为 1000 万个，总共包含 1090 亿个参数。
- Maverick：170 亿个活跃参数模型，包含 128 位专家，上下文窗口为 100 万个，总共包含 4000 亿个参数。
- Behemoth（尚未发布）：2880 亿个活跃参数模型，包含 16 位专家，总共包含约2个参数。

当时 Behemoth 版本仍在训练中。Scout 是从零开始训练的。Maverick 是从 Behemoth 中“共同提炼”而来的。需要注意的是，Scout 的训练时间比 Maverick 更长，上下文长度也更长。
训练数据包括公开数据、授权数据以及 Meta 专有数据，例如Instagram和Facebook上公开分享的帖子以及人们与Meta AI的互动。数据截止日期为2024年8月。
Meta 在其发布公告中声称，Llama 4 在 LMArena AI 基准测试中的得分超过了GPT-4o。 该公司还表示，Llama 4的基准测试得分是使用未发布的“实验性聊天版本”模型获得的，该版本“针对对话性进行了优化”，与公开发布的 Llama 4 版本有所不同。 LMArena 表示将调整政策，以防止此类事件再次发生，并回应称：“Meta对我们政策的解读与我们对模型提供商的期望不符。Meta 应该更清楚地说明，‘Llama-4-Maverick-03-26-Experimental’ 是一个定制模型，旨在根据人类偏好进行优化。” 一些用户在社交媒体上批评 Meta 使用专门为基准测试而定制的模型版本，还有一些用户指责 Meta 在测试集上训练 Llama 4 以进一步提高其基准测试分数——Meta 对此予以否认。

## 模型比较
对于训练成本列，只写出最大模型的成本。例如，“21,000”是 Llama 2 69B 的训练成本，单位为 petaFLOP-day。另外，1 petaFLOP-day = 1 petaFLOP/秒 × 1 天 = 8.64×1019 FLOP。
| 名称       | 发布日期   | 参数                         | 训练成本 (petaFLOP-day) | 上下文长度 | 语料库大小 | 商业可行性？ |
| ---------- | ---------- | ---------------------------- | ----------------------- | ---------- | ---------- | ------------ |
| LLaMA      | 2023-02-24 | - 6.7B - 13B - 32.5B - 65.2B | 6,300                   | 2048       | 1–1.4T     | 否           |
| Llama 2    | 2023-07-18 | - 6.7B - 13B - 69B           | 21,000                  | 4096       | 2T         | 是           |
| Code Llama | 2023-08-24 | - 6.7B - 13B - 33.7B - 69B   |                         | 4096       | 2T         | 是           |
| Llama 3    | 2024-04-18 | - 8B - 70.6B                 | 100,000                 | 8192       | 15T        | 是           |
| Llama 3.1  | 2024-07-23 | - 8B - 70.6B - 405B          | 440,000                 | 128,000    | 15T        | 是           |
| Llama 3.2  | 2024-09-25 | - 1B - 3B - 11B - 90B        |                         | 128,000    |            | 是           |
| Llama 4    | 2025-04-05 |                              |                         |            |            |              |

## 架构与训练

### 数据集
2023年4月17日，GitHub的Together启动了一个名为RedPajama的项目，以复制和分发LLaMA数据集的开源版本。

## 反响
《连线》 (Wired) 杂志称Llama 3的 8B 参数版本“能力出奇地强”，考虑到它的大小。
Meta将Llama整合到Facebook后，人们的反应褒贬不一，一些用户在Meta AI告诉家长群它有一个孩子后感到困惑。
根据2023年第四季度的收益记录，Meta采用了开放权重的策略来提高模型安全性、迭代速度，增加开发人员和研究人员的采用率，并成为行业标准。未来计划推出 Llama 5、6 和 7。

## 自我审查
LLaMA会拒绝的话题包括：操纵、图形暴力、自我伤害、自杀、成人与露骨内容、仇恨言论、非法或有害活动、人身攻击等。

## 外部連結
- LLaMA2 Chatbot （页面存档备份，存于）
- Perplexity LLaMA2 Chatbot （页面存档备份，存于）